# Горожено
Горожено (укр. Горожене) — село в Баштанском районе Николаевской области Украины.
Основано в 1900 году. Население по переписи 2001 года составляло 27 человек. Почтовый индекс — 56134. Телефонный код — 5158. Занимает площадь 0,17 км².

## Местный совет
56134, Николаевская обл., Баштанский р-н, с. Новосергеевка, ул. Центральная, 28